# Gambarou Mousgoum
Gambarou Mousgoum est une localité du Cameroun située dans le département du Logone-et-Chari et la Région de l'Extrême-Nord, au sud du lac Tchad, à la frontière avec le Tchad. Elle fait partie de la commune de Logone-Birni et du canton de Madiako.

## Population
Lors du recensement de 2005, 181 personnes y ont été dénombrées. Comme son nom l'indique, ce sont des Mousgoum.